# Federazione Italiana Football Sala

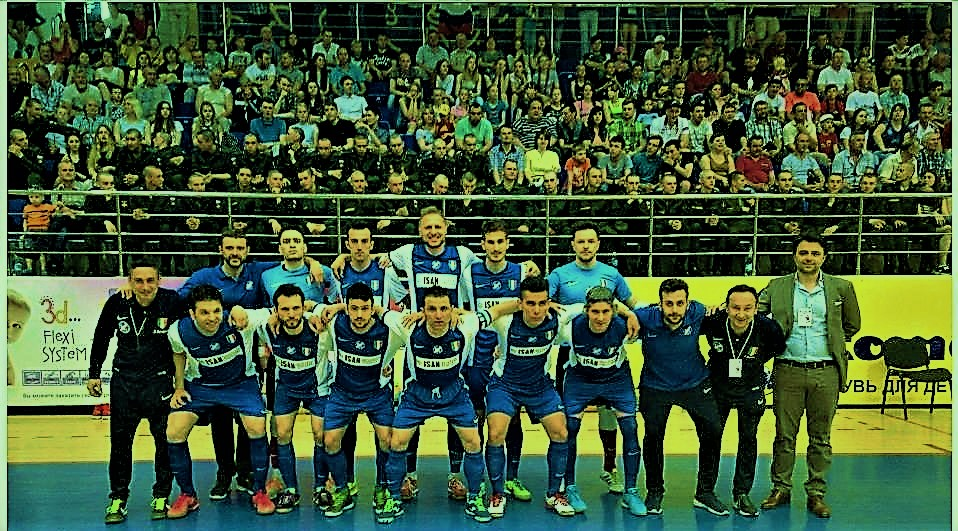
La Nazionale Italiana in Russia nella finalissima dell'Europeo.

La Federazione Italiana Football Sala, nota anche con l'acronimo di FIFS, è un'associazione sportiva che si occupa di promuovere in Italia il football sala, calcio a 5 indoor o futsal (spagnolo: fútbol de salón o microfutbol), giocato con il regolamento della Asociación Mundial de Futsal (AMF). Organizza tornei nazionali, internazionali e amichevoli per squadre/rappresentative nazionali e di club, eventi amatoriali e competizioni per diversamente abili. Inoltre, ha organizzato cinque volte (dal 1992 al 1996), in collaborazione con The Walt Disney Company Italia, il Trofeo Topolino, oltre che la Coppa del Mediterraneo (maschile e disabili) e il Mundialito Cup Tournament. Ha sede a Milano e l'attuale presidente è Axel Paderni, in carica dal luglio 2009. È l'unica federazione sportiva italiana riconosciuta dall'AMF e, quindi, l'unica autorizzata a utilizzare i marchi e i loghi internazionali.

## Storia della federazione
Nel 1987 un gruppo di soci milanesi capeggiati da Giovanni Conticini fonda l'A.I.F.S. (Associazione Italiana Football Sala). Nel 1988 con atto notarile cambia la sua denominazione nell'attuale Federazione Italiana Football Sala (F.I.F.S) per volere del presidente Giovanni Caminiti. Nello stesso anno viene riconosciuta dalla FIFUSA (l'organismo internazionale del futsal, acronimo del portoghese Federação Internacional de Futebol de Salão) ed è tra le federazioni fondatrici della UEFS (Union Europea de Futsal).
Nel 1991 arriva addirittura a organizzare i campionati del mondo a Milano e nel 1992 partecipa al campionato europeo organizzato a Porto (Portogallo) dalla vecchia UEFS spagnola. Nel 1994 partecipa per l'ultima volta a un mondiale organizzato dalla FIFUSA, ottenendo l'ultimo posto. Per quanto riguarda le competizioni dei club, dal 1988 al 1998 la FIFS ha iscritto alla Coppa Campioni per Club le squadre che vincevano il campionato nazionale: nell'edizione del 1991 l'A.S. Milano si classificò settima, nel 1992 e nel 1993 la G.S. Danypel Milano raggiunse lo stesso piazzamento, mentre nel 1995 la Sporting Turro terminò il torneo all'ottavo posto. A fine anni novanta, a causa di gravi problemi di salute del presidente Caminiti, la federazione cessò l'attività agonistica e rimase dormiente fino all'estate del 2009, quando con l'avvento di Axel Paderni ha ripreso l'attività sportiva.
Nel 2009, aderisce all'International Futsal World League Association, creata in Svizzera con l'obiettivo di salvaguardare e promuovere nel mondo il football sala, impegnandosi a farlo praticare a un numero maggiore di atleti. Ne facevano parte 15 Stati: Bolivia, Brasile, Ecuador, Egitto, El Salvador, Francia, Germania, Italia, Marocco, Nigeria, Perù, Principato di Monaco, Seborga, Svizzera, Tunisia. La storia di questa associazione durerà solo 3 anni: nel settembre 2012, dopo lo svolgimento dell'Euro Mediterranean Cup a Imperia, viene decretato il suo scioglimento.
Nel luglio 2012, a seguito del congresso ordinario mondiale dell'AMF di Asunción (Paraguay), la Federazione Italiana Football Sala riceve l'invito da parte dell'Asociación Mundial de Futsal (AMF) a far parte del panorama mondiale: nell'ottobre 2012, infatti, ne viene ratificato l'ingresso.
Nel novembre 2013, dopo ben 19 anni di assenza, partecipa al campionato del mondo femminile dell'AMF a Barrancabermeja, in Colombia, raggiungendo la 12ª posizione e la vittoria della Coppa Fair Play.
Dal 29 settembre al 3 ottobre 2014 la nazionale italiana maggiore di football sala è stata impegnata nelle qualificazioni europee UEFS a Lloret de Mar valide per partecipare al campionato del mondo AMF dell'aprile 2015 in Bielorussia, dove non ha raggiunto la qualificazione terminando al 4º posto.
La nazionale italiana Under 20 ha partecipato nell'ottobre 2014 al campionato del mondo AMF in Cile, terminando l'evento al 10º posto, e dopo 20 anni di assenza dalle competizioni ufficiali europee ha partecipato nel dicembre 2015 al campionato europeo per nazionali U21 a Lloret de Mar, classificandosi al 5º posto.
La nazionale italiana maschile dopo ben 21 anni di assenza centra uno storico secondo posto al campionato europeo UEFS, che si è tenuto a Mosca dal 23 al 28 maggio 2016.

## Manifestazioni in Italia

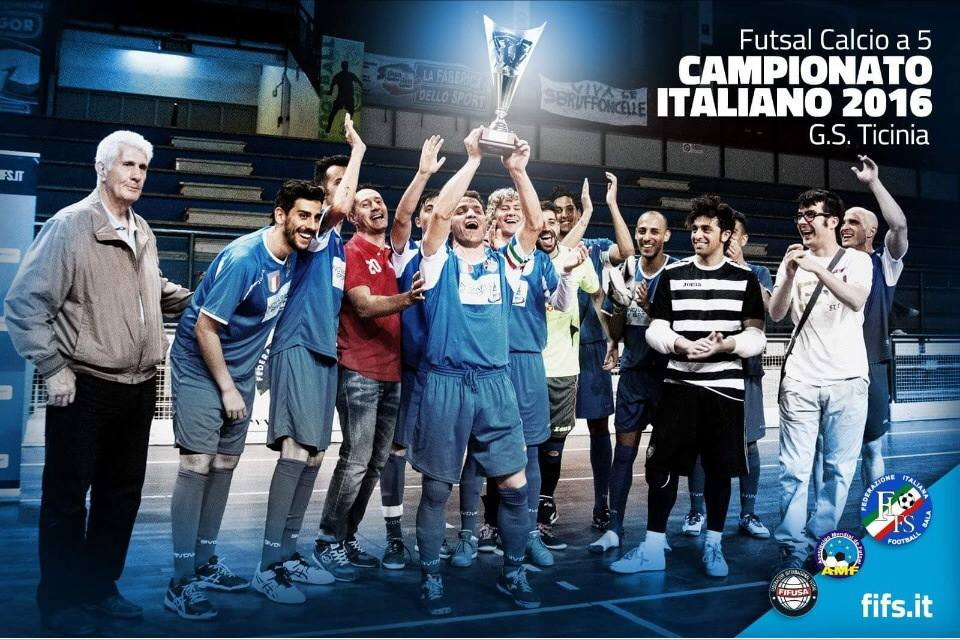
Assegnazione Scudetto s.s. 2015/2016.

Ogni anno la federazione organizza il campionato italiano per club maschili e, contestualmente, la Coppa Italia. Dopo le fasi regionali che si svolgono tra aprile e maggio, le vincenti di ogni raggruppamento si ritrovano a giugno per giocarsi il trofeo in una località che cambia ogni anno. I vincenti delle due manifestazioni si sfideranno per la Supercoppa Italiana all'inizio della stagione successiva.
Durante la stagione si svolgono vari tornei come la Coppa Lombardia e la Coppa Piemonte maschili, la Coppa della Befana per squadre femminili, la Coppa Carnevale, la Coppa del Mediterraneo e il Trofeo San Rocco. Inoltre, la nazionale di football sala dell'Italia partecipa a diverse manifestazioni promosse dall'AMF (Asociación Mundial de Futsal) e dai suoi affiliati.
La federazione è molto attenta anche ai diversamente abili, tanto che ha deciso di costituire una nazionale maschile apposita che partecipa con ottimi risultati anche a diversi tornei. Si è deciso così di organizzare anche un campionato nazionale a loro dedicato: da ottobre a febbraio si svolgono le fasi Centro/Nord e Centro/Sud, mentre ad aprile viene giocata la finale nazionale.
Ogni anno nel mese di novembre la federazione organizza un convegno con un diverso tema volto all'educazione, a cui hanno aderito anche esponenti di spicco del CIP (Comitato Italiano Paralimpico).

### Albo d'oro campionati FIFS
| Anno | Campionato maschile    | Coppa Italia maschile   | Supercoppa Italia     |
| ---- | ---------------------- | ----------------------- | --------------------- |
| 1988 | Sporting Turro         | CSS Spurghi Milano      |                       |
| 1989 | Sporting Turro         | Danympel Milano         |                       |
| 1990 | Sporting Turro         | Danympel Milano         |                       |
| 1991 | CSS Spurghi Milano     | Danympel Milano         |                       |
| 1992 | Danympel Milano        | Sporting Turro          |                       |
| 1993 | Danympel Milano        | Sporting Turro          |                       |
| 1994 | Carrexpress Milano     | Sporting Turro          |                       |
| 1995 | Carrexpress Milano     | CSS Spurghi Milano      |                       |
| 1996 | Carrexpress Milano     | AS Sesto                |                       |
| 1997 | CSS Spurghi Milano     | AS Sesto                |                       |
| 1998 | CSS Spurghi Milano     | non disputata           |                       |
| 2009 | ASD Hickory Arcore     | AC Tenuta Carretta 1999 | ASD Futsal Hickory    |
| 2010 | R3 Futsal Torino       | ODB Rescaldina          | R3 Futsal Torino      |
| 2011 | Saturnio Moncalieri    | Bar 3°Tempo Agrate B.   | Bar 3°Tempo Agrate B. |
| 2012 | Ticinia Novara         | Ticinia Novara          | Ticinia Novara        |
| 2013 | PGM San Lazzaro Torino | FCD Olmi Cesano MI      | FCD Olmi Cesano MI    |
| 2014 | Ticinia Novara         | Futsal San Giuliano     | Futsal San Giuliano   |
| 2015 | Ticinia Novara         | Aurora 2003 Torino      | Ticinia Novara        |
| 2016 | Ticinia Novara         | Ticinia Novara          | Ticinia Novara        |
| 2017 | Ticinia Novara         | ASD Las Palmas Milano   | ASD Las Palmas Milano |
| 2018 | Ticinia Novara         | Ticinia Novara          | Ticinia Novara        |
| 2019 | Ticinia Novara         | Ticinia Novara          | Ticinia Novara        |
| 2020 | Ticinia Novara         | Old Team                | Ticinia Novara        |
| 2021 | Ticinia Novara         | Top Five Biella         | Ticinia Novara        |
| 2022 | Team Ticino Lugano     | Ispra Calcio            | Ispra Calcio          |
| 2023 | Ticinia Novara         | Ticinia Novara          | Ticinia Novara        |
| 2024 | Ticinia Novara         | Ticinia Novara          | Ticinia Novara        |
| 2025 | Ticinia Novara         |                         |                       |

## Hall of fame FIFS

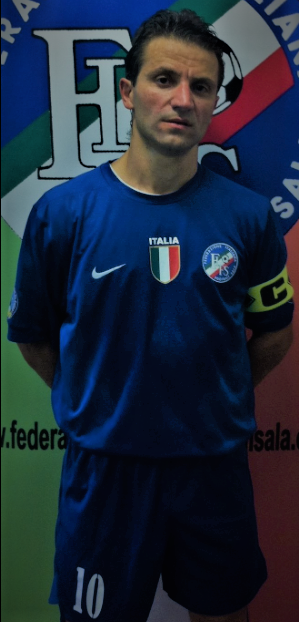
Stefano "The King" Usai.

Istituita dalla FIFS nel gennaio 2016, è il riconoscimento alla carriera a giocatori, allenatori, dirigenti, arbitri che hanno contribuito alla storia del football sala italiano.

### Allenatori
- Lino Coppola: allenatore della Futsal Pieve Emanuele e della nazionale italiana maggiore dal 1987 al 1991, ha guidato la nazionale durante 4 edizioni della Coppa Latina, 2 campionati europei, 2 campionati del mondo.

- Mauro Parenti: ha allenato in quattro differenti decenni: '80, '90, 2000 e 2010. È stato allenatore del CSS Spurghi Mi, dello Sporting Turro e dell'FCD Olmi, vincendo 3 scudetti (1991-1997-1998) 3 Coppe Italia (1988-1995-2013). Dal 1998 al 1999 ha allenato la nazionale maschile maggiore, dal 2012 al 2013 la nazionale maschile U21 e nel 2013 la nazionale maschile U23.

- Enrico Belli: allenatore del Lainate Futsal dal 2010 al 2012, è stato vicecampione d'Italia nel 2010 e 2012. Dal 2010 al 2013 ha allenato la nazionale maschile maggiore, vincendo 3 Mundialiti.

### Dirigenti
- Luigi Conticini: imprenditore milanese, fu il fondatore nel 1987 dell'AIFS, precursore della FIFS e primo presidente della FIFS nel 1988, grazie a lui l'Italia partecipò al campionato del mondo in Australia nel 1988.

- Giovanni Caminiti: è stato il presidente più longevo della storia della FIFS, dal 1988 al 2009, fu tra i fondatori della UEFS nel 1988 e vicepresidente della FIFUSA per il continente europeo dal 1989 al 1993. Sotto la sua presidenza portò in Italia il campionato del mondo FIFUSA nel 1991 a Milano e vennero organizzate in collaborazione con la Walt Disney Italia dal 1992 al 1996 5 edizioni del Trofeo Topolino.

- Giorgio Chinelli: è stato segretario generale della FIFS dal 1989 al 2002, fu tra i coordinatori del campionato del mondo 1991 e delle cinque edizioni del Trofeo Topolino, oltre a coordinare tutta l'attività federale nella presidenza Caminiti.

### Giocatori
- Giuseppe Caggiano: giocatore del CSS Spurghi Milano dal 1988 al 1999, con cui ha vinto 3 Scudetti e 2 Coppe Italia; Capitano della Nazionale Italiana dal 1987 al 1998, nella quale vanta 54 presenze.

- Giuseppe Bua: giocatore del Futsal Hickory Lissone e tesserato dal 2009, è l'unico nella storia del football sala ad aver conquistato il Grande Slam nel 2009 (Campionato lombardo, Campionato italiano, Supercoppa Italiana, Euro Cup IFWL). Vanta 6 presenze con la Nazionale Italiana.

- Giovanni Oliva: giocatore della PGM Grugliasco dal 2008 al 2014 con cui ha vinto 1 Scudetto; Capitano della Nazionale Italiana dal 2008 al 2014, vanta 55 presenze e l'ha guidato alla vittoria di 3 Mundialiti.

- Luca Licini: giocatore della Ticinia Novara, tesserato FIFS dal giugno 1991 a oggi, ha vinto 7 scudetti (2014-2015-2016-2017-2018-2019-2020), 2 coppe Italia (2018-2019) e 5 Supercoppe Italiane (2015-2016-2018-2019-2020). Detiene il record di presenze con la Nazionale maggiore (75 presenze), con la quale ha conquistato 2 Mundialiti(2013-2015).

- Stefano Usai: giocatore/allenatore della Ticinia Novara, . È infatti tesserato FIFS dal 2013 e si è aggiudicato 3 Champions League (2022 - 2023 - 2024), 12 scudetti (2013-2014-2015-2016-2017-2018-2019-2020-2021-2023-2024-2025), 6 Coppe Italia (2015-2016-2018-2019-2023-2024) e 8 Supercoppe Italiane (2015-2016-2018-2019-2020-2021-2023-2024).

## Organigramma
- Presidente: Axel Paderni
- Segretario generale: Alessandro Chinelli
- Amministratore federale: Riccardo Paderni
- Responsabile Gruppo Arbitrale: Antonio Talarico